# Tony Todd
Anthony T. „Tony” Todd (n. 4 decembrie 1954, Washington, D.C., District of Columbia, SUA – d. 6 noiembrie 2024, Marina del Rey⁠(d), Comitatul Los Angeles, California, SUA) a fost un actor american și producător de film, cunoscut pentru înălțimea sa de 1,96 m și vocea groasă. A fost foarte cunoscut pentru interpretarea lui Candyman în seria de filme de groază cu același nume, pentru rolul William Bludworth din seria Final Destination, pentru interpretarea vocii lui Fallen din Transformers: Revenge of the Fallen, a vocii lui Dreadwing din Transformers: Prime și pentru apariția sa ca invitat în numeroase emisiuni de televiziune.

## Filmografie

### Filme
| An   | Titlu                                                                     | Rol                              | Note                 |
| ---- | ------------------------------------------------------------------------- | -------------------------------- | -------------------- |
| 1986 | Sleepwalk                                                                 | Mr. Barrington                   |                      |
| 1986 | Platoon                                                                   | Sgt. Warren                      |                      |
| 1987 | 84 Charing Cross Road                                                     | Demolition Worker                |                      |
| 1987 | Peng! Du bist tot!                                                        | Agent sub acoperire              |                      |
| 1987 | Enemy Territory                                                           | The Count                        |                      |
| 1988 | Colors                                                                    | Vietnam Vet                      |                      |
| 1988 | Bird                                                                      | Frog                             |                      |
| 1989 | Lean on Me                                                                | Mr. William Wright               |                      |
| 1990 | Ivory Hunters                                                             | Jomo                             | Film TV              |
| 1990 | Criminal Justice                                                          | Detective Riley                  | Film TV              |
| 1990 | Night of the Living Dead                                                  | Ben                              |                      |
| 1990 | The Bride in Black                                                        |                                  | Film TV              |
| 1990 | Voodoo Dawn                                                               | Makoute                          |                      |
| 1991 | Love and Curses... And All That Jazz                                      | Emile Gaston                     | Film TV              |
| 1991 | Keeper of the City                                                        | Bridger                          | Film TV              |
| 1992 | Sunset Heat                                                               | Drucker                          |                      |
| 1992 | Candyman                                                                  | Daniel Robitaille / The Candyman |                      |
| 1993 | Excessive Force                                                           | Frankie Hawkins                  |                      |
| 1994 | The Crow                                                                  | Grange                           |                      |
| 1995 | Candyman: Farewell to the Flesh                                           | Daniel Robitaille / The Candyman |                      |
| 1995 | Black Fox                                                                 | Britt Johnson / Black Fox        |                      |
| 1995 | Burnzy's Last Call                                                        | Mistress Marla                   |                      |
| 1996 | Sabotage                                                                  | Sherwood                         |                      |
| 1996 | Beastmaster III: The Eye of Braxus                                        | Seth                             |                      |
| 1996 | The Rock                                                                  | Captain Darrow                   |                      |
| 1996 | Driven                                                                    | Darius Pelton                    | Film TV              |
| 1996 | Them                                                                      | Berlin                           | Film TV              |
| 1997 | True Women                                                                | Ed Tom                           | Film TV              |
| 1997 | Stir                                                                      | Bubba                            |                      |
| 1997 | Wishmaster                                                                | Johnny Valentine                 |                      |
| 1997 | Univers'l                                                                 | Marcus                           |                      |
| 1998 | Shadow Builder                                                            | Covey                            |                      |
| 1998 | Caught Up                                                                 | Jake                             |                      |
| 1998 | The Pandora Project                                                       | CIA Director Garrett Houtman     |                      |
| 1998 | Butter                                                                    | Benzo Al                         |                      |
| 1999 | Babylon 5: A Call to Arms                                                 | Leonard Anderson                 | Film TV              |
| 1999 | The Dogwalker                                                             | Mones                            |                      |
| 1999 | Candyman: Day of the Dead                                                 | Daniel Robitaille / The Candyman |                      |
| 2000 | Final Destination                                                         | William Bludworth                |                      |
| 2000 | Le Secret                                                                 | Bill                             |                      |
| 2003 | Silence                                                                   | Eric Crowell                     |                      |
| 2003 | Control Factor                                                            | Reggie                           | Film TV              |
| 2003 | Final Destination 2                                                       | William Bludworth                |                      |
| 2003 | Scarecrow Slayer                                                          | Caleb Kilgore                    |                      |
| 2004 | Murder-Set-Pieces                                                         | Clerk                            |                      |
| 2005 | Checking Out                                                              | Manuel                           |                      |
| 2005 | The Prophecy: Forsaken                                                    | Stark                            |                      |
| 2005 | I.O.U                                                                     | Jack Bruckner                    | Short                |
| 2005 | Dark Assassin                                                             | Ghost                            |                      |
| 2005 | Turntable                                                                 | Victor                           |                      |
| 2005 | House of Grimm                                                            | Grimm                            |                      |
| 2005 | Heart of the Beholder                                                     | Chuck Berry                      |                      |
| 2006 | Final Destination 3                                                       | Devil                            | Voce                 |
| 2006 | Minotaur                                                                  | Deucalion                        |                      |
| 2006 | Shadow: Dead Riot                                                         | Shadow                           |                      |
| 2006 | Hatchet                                                                   | Clive Washington (Rev. Zombie)   |                      |
| 2006 | The Absence of Light                                                      | The Alchemist                    |                      |
| 2006 | The Eden Formula                                                          | James Radcliffe                  | Film TV              |
| 2006 | The Strange Case of Dr. Jekyll and Mr. Hyde                               | Dr. Jekyll / Mr. Hyde            |                      |
| 2007 | Mercy Street                                                              | Christopher                      |                      |
| 2007 | Chicago Massacre: Richard Speck                                           | Captain Dunning                  |                      |
| 2007 | Shadow Puppets                                                            | Steve                            |                      |
| 2007 | Tournament of Dreams                                                      | Isaiah Kennedy                   |                      |
| 2007 | The Man from Earth                                                        | Dan                              |                      |
| 2007 | The Mannsfield 12                                                         | Hunnit Grand                     |                      |
| 2007 | The Eyes of Samir                                                         | Steve Mcreedy                    | Short                |
| 2008 | iMurders                                                                  | Agent Washington                 |                      |
| 2008 | Dark Reel                                                                 | Det Shields                      |                      |
| 2008 | Job                                                                       | Headmaster Goodwynne             |                      |
| 2008 | Bryan Loves You                                                           | The Narrator                     |                      |
| 2008 | Nite Tales: The Movie                                                     | Clown                            |                      |
| 2008 | The Thirst: Blood War                                                     | Julien                           |                      |
| 2008 | Black Friday                                                              | Roger Fremonte                   |                      |
| 2008 | Dockweiler                                                                | The Duke                         | Scurtmetraj          |
| 2008 | 24: Redemption                                                            | General Benjamin Juma            | Film TV              |
| 2009 | Are You Scared 2                                                          | Controller                       |                      |
| 2009 | Vampire in Vegas                                                          | Sylvian                          |                      |
| 2009 | Penance                                                                   | Chauffeur                        |                      |
| 2009 | Transformers: Revenge of the Fallen                                       | The Fallen                       | Voce                 |
| 2009 | The Graves                                                                | Reverend Abraham                 |                      |
| 2009 | Tom Cool                                                                  | Mac Angel                        |                      |
| 2009 | Dead in Love                                                              |                                  |                      |
| 2010 | The Quiet Ones                                                            | TV Show Host/Narator             |                      |
| 2010 | Hatchet II                                                                | Rev. Zombie                      |                      |
| 2010 | Three Chris's                                                             | Dumnezeu                         |                      |
| 2011 | Final Destination 5                                                       | William Bludworth                |                      |
| 2011 | Beg                                                                       | Nathan McVay                     |                      |
| 2011 | The Family                                                                | Mason                            |                      |
| 2011 | Jack the Reaper                                                           | Steel                            |                      |
| 2011 | Dream in American                                                         | Lubembe                          |                      |
| 2012 | Falling Away                                                              | Christopher                      |                      |
| 2012 | Changing the Game                                                         | Curtis the Diabolical/FBI Agent  |                      |
| 2012 | Sushi Girl                                                                | Duke                             |                      |
| 2012 | A Night at the Silent Movie Theater                                       | Jones                            |                      |
| 2013 | Dead of the Nite                                                          | Ruber                            |                      |
| 2013 | Dust of War                                                               | Crispus Hansen                   |                      |
| 2013 | Kill Her, Not Me                                                          | Detectivul Holmes                |                      |
| 2013 | Army of the Damned                                                        | Jackson                          |                      |
| 2014 | Prelude to Axanar                                                         | Admiral Ramirez                  | Short                |
| 2014 | Disciples                                                                 | Duncan                           |                      |
| 2014 | The Sun Devil and the Princess                                            | The Baron - Voce                 | Scurt                |
| 2015 | Lego DC Comics Super Heroes: Justice League vs. Bizarro League            | Darkseid                         | Voce                 |
| 2015 | Bleeding Hearts                                                           | God                              |                      |
| 2015 | Vanish                                                                    | Officer Darrow                   |                      |
| 2015 | Frankenstein                                                              | Eddie                            |                      |
| 2015 | Driven                                                                    | Mr. Reynauld                     | Scurt                |
| 2015 | Lego DC Comics Super Heroes: Justice League: Attack of the Legion of Doom | Darkseid                         | Voce                 |
| 2015 | Night of the Living Dead: Origins 3D                                      | Ben                              | Voce                 |
| 2015 | Agoraphobia                                                               | Dr. Murphy                       |                      |
| 2015 | Live Evil                                                                 | Pastor                           |                      |
| 2015 | Scream at the Devil                                                       | Detectiv Johnson                 |                      |
| 2016 | Beyond the Game                                                           |                                  |                      |
| 2016 | Broken Cross                                                              | Father Dudley                    |                      |
| 2016 | The Witching Hour                                                         | Travis                           |                      |
| 2016 | Heads Will Roll                                                           | Medical Examiner                 | Scurt/Post-producție |
| 2016 | Zombies                                                                   | Detectivul Sommers               |                      |
| 2017 | Victor Crowley                                                            | Rev. Zombie                      | nemenționat          |
| 2017 | Death House                                                               | The Farmer Asa                   |                      |
| 2017 | From Jennifer                                                             | Chad Wolfe                       |                      |
| 2017 | Two Faced                                                                 | Dr. Hanson                       |                      |
| 2018 | IMTK                                                                      | Tom                              | Scurt                |
| 2018 | The Debt Collector                                                        | Barbosa                          |                      |
| 2018 | West of Hell                                                              | Jericho Whitfield                |                      |
| 2018 | Worth                                                                     | Hunter                           |                      |
| 2018 | Requiem                                                                   | Reverend Bill Abernathy          | Complet              |
| 2018 | Drive Me to Vegas and Mars                                                | Frank                            | Complet              |
| 2018 | Hell Fest                                                                 | Carnival barker                  |                      |
| 2018 | Sky Sharks                                                                | Major General Frost              | Post-producție       |
| 2018 | Immortal                                                                  | Ted                              | Post-producție       |
| 2019 | Reign of the Supermen                                                     | Darkseid                         | Voce                 |
| TBD  | Insight                                                                   | Carl                             | Complet              |

### Televiziune
| An      | Titlu                            | Rol                                    | Note                                                 |
| ------- | -------------------------------- | -------------------------------------- | ---------------------------------------------------- |
| 1987    | Simon & Simon                    | Troy Tolliver                          | Episodul: "I Thought the War Was Over"               |
| 1987    | 21 Jump Street                   | Aaron Jackson                          | Episodul: "You Oughta Be in Prison"                  |
| 1989    | Night Court                      | Mr. Crumine                            | Episodul: "For Love or Money"                        |
| 1989    | MacGyver                         | Zimba                                  | Episodul: "Black Rhino"                              |
| 1990    | Matlock                          | Billy Pierce                           | Episodul: "The Narc"                                 |
| 1990    | Cop Rock                         | Omar                                   | Episodul: "Potts Don't Fail Me Now"                  |
| 1991    | Father Dowling Mysteries         | Lou                                    | Episodul: "The Fugitive Priest Mystery"              |
| 1990–91 | Jake and the Fatman              | Jordan Lee                             | 3 episoade                                           |
| 1990–91 | Star Trek: The Next Generation   | Kurn                                   | 3 episoade                                           |
| 1994    | Law & Order                      | Reverend Ott                           | Episodul: "Sanctuary"                                |
| 1994    | The X-Files                      | Augustus D. Cole                       | Episodul: "Sleepless"                                |
| 1994    | Homicide: Life on the Street     | Matt Rhodes                            | 3 episoade                                           |
| 1995    | Hercules: The Legendary Journeys | Gladius                                | Episodul: "The Gladiator"                            |
| 1995–96 | Star Trek: Deep Space Nine       | Adult Jake Sisko, Kurn                 | 2 episoade                                           |
| 1996    | Murder, She Wrote                | National Security Agt. Nathan Mitchell | Episodul: "Mrs. Parker's Revenge"                    |
| 1996    | New York Undercover              | Andrew Bryant                          | Episodul: "Rule of Engagement"                       |
| 1996    | Beverly Hills, 90210             | Dr. Julius Tate                        | Episodul: "If I Had a Hammer"                        |
| 1997    | NYPD Blue                        | Det. Eddie Hazell                      | Episodul: "Taillight's Last Gleaming"                |
| 1997    | Xena: Warrior Princess           | Cecrops                                | Episodul: "Lost Mariner"                             |
| 1997    | Soldier of Fortune, Inc.         | Joseph Karenga                         | Episodul: "Missing in Action"                        |
| 1998    | Star Trek: Voyager               | Alpha Hirogen                          | Episodul: "Prey"                                     |
| 1998    | Hercules: The Legendary Journeys | Gilgamesh                              | Episodul: "Faith"                                    |
| 2000    | Angel                            | Vyasa                                  | Episodul: "The Shroud of Rahmon"                     |
| 2001    | UC: Undercover                   | Cephus                                 | Episodul: "The Siege"                                |
| 2001    | Smallville                       | Earl Jenkins                           | Episodul: "Jitters"                                  |
| 2002    | Crossing Jordan                  | Coach Jim Evans                        | Episodul: "Lost and Found"                           |
| 2002    | Andromeda                        | Capt. Fehdman Metis                    | Episodul: "The Lone and Level Sands"                 |
| 2002    | Charmed                          | Avatar of Force                        | Episodul: "Sam I Am"                                 |
| 2002    | CSI: Miami                       | Sergeant Marcus Cawdrey                | Episodul: "Camp Fear"                                |
| 2002    | Boston Public                    | Lester Lipschultz                      | 2 episoade                                           |
| 2002–03 | The District                     | Stanley Carver                         | 2 episoade                                           |
| 2004    | 24                               | Detectiv Michael Norris                | Episodul: "Day 3: 3:00 a.m.-4:00 a.m."               |
| 2005    | What's New, Scooby-Doo?          | Gargoyle                               | Voce Episodul: "Ready to Scare"                      |
| 2005    | Night Stalker                    | Detectiv                               | Episodul: "Malum"                                    |
| 2005    | Criminal Minds                   | Eric Miller                            | Episodul: "The Fox"                                  |
| 2005–06 | Stargate SG-1                    | Lord Haikon                            | 3 episoade                                           |
| 2006    | Masters of Horror                | The Beast                              | Episodul: "Valerie on the Stairs"                    |
| 2007    | Boston Legal                     | Detective Walter Berenson              | Episodul: "The Innocent Man"                         |
| 2007    | Without a Trace                  | Dr. Carl Williams                      | Episodul: "Res Ipsa"                                 |
| 2007–11 | Chuck                            | CIA Director Langston Graham           | 10 episodes                                          |
| 2009    | 24                               | General Benjamin Juma                  | 6 episoade                                           |
| 2009    | Batman: The Brave and the Bold   | Astaroth                               | Episodul: "Trials of the Demon!"                     |
| 2009    | Psych                            | Det. Moses Johnson                     | Episodul: "High Top Fade Out"                        |
| 2010    | Sym-Bionic Titan                 | Dark Shaman                            | Episodul: "Shaman of Fear"                           |
| 2010    | The Event                        | General Whitman                        | 2 episoade                                           |
| 2012    | Transformers: Prime              | Dreadwing                              | Voce 8 episoade                                      |
| 2012    | Hawaii Five-0                    | Jordan Nevins                          | Episodul: "Kalele"                                   |
| 2012    | Holliston                        | Rolul său                              | Episodul: "Candyman"                                 |
| 2012–13 | Young Justice                    | Icon                                   | Voce 2 episoade                                      |
| 2013    | The Young and the Restless       | Gus Rogan                              | 14 episoade                                          |
| 2015–16 | The Flash                        | Zoom                                   | Voce 14 episodes (Voiced Zoom in Season 5 Episode 8) |
| 2016    | Dead of Summer                   | The Tall Man/Holyoke                   | 5 episoade                                           |
| 2017    | Room 104                         | The Father                             | Episodul: "The Knockadoo"                            |
| 2017    | Be Cool, Scooby-Doo              |                                        | Voce Episode: "In Space"                             |
| 2017    | Riverdale                        | Farmer McGinty                         | Episodul: "Chapter Twenty: Tales from the Darkside"  |
| 2019    |                                  |                                        |                                                      |
| TBA     | Scream                           | N/A                                    | Rol secundar                                         |

serie 24 = general Juma

### Jocuri video
| An   | Titlu                                               | Rol                                 | Note                                   |
| ---- | --------------------------------------------------- | ----------------------------------- | -------------------------------------- |
| 1998 | Star Trek: The Next Generation: Klingon Honor Guard | Kurn                                | Voce                                   |
| 2000 | Legend of Dragoon                                   | Cutscene Narrator                   | Voce                                   |
| 2003 | Star Trek: Elite Force II                           | Korban                              | Voce                                   |
| 2007 | Half-Life 2: Episode Two                            | Vortigaunt                          | Voce                                   |
| 2011 | Dota 2                                              | Dragon Knight, Night Stalker, Viper | Voce                                   |
| 2012 | Call of Duty: Black Ops II                          | Admiral Tommy Briggs                | Voce și captarea digitală a mișcărilor |
| 2017 | Star Trek Online                                    | General Rodek                       | Voce                                   |

### Serii web
| An   | Titlu            | Rol           | Note |
| ---- | ---------------- | ------------- | ---- |
| 2014 | Bravest Warriors | The Aeon Worm | Voce |